# لامپ بخار سدیم

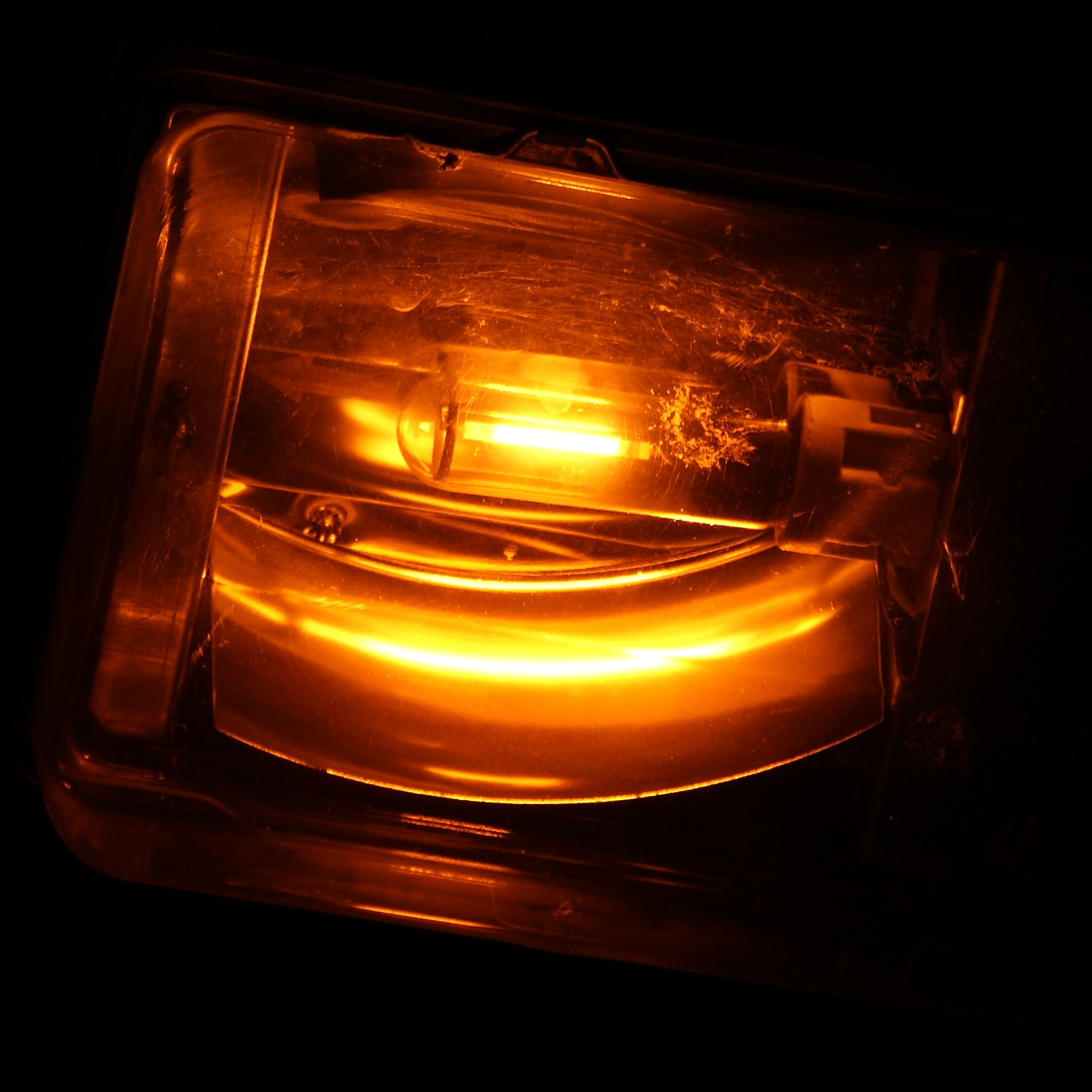
یک لامپ بخار جیوه

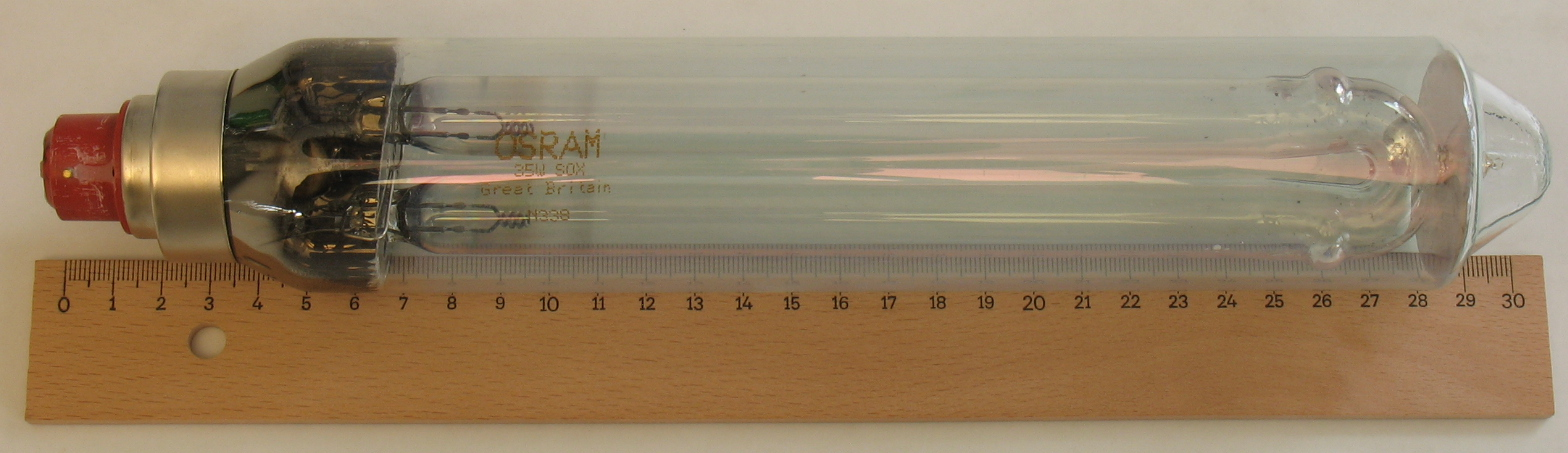
یک لامپ ۳۵ وات LPS/SOX

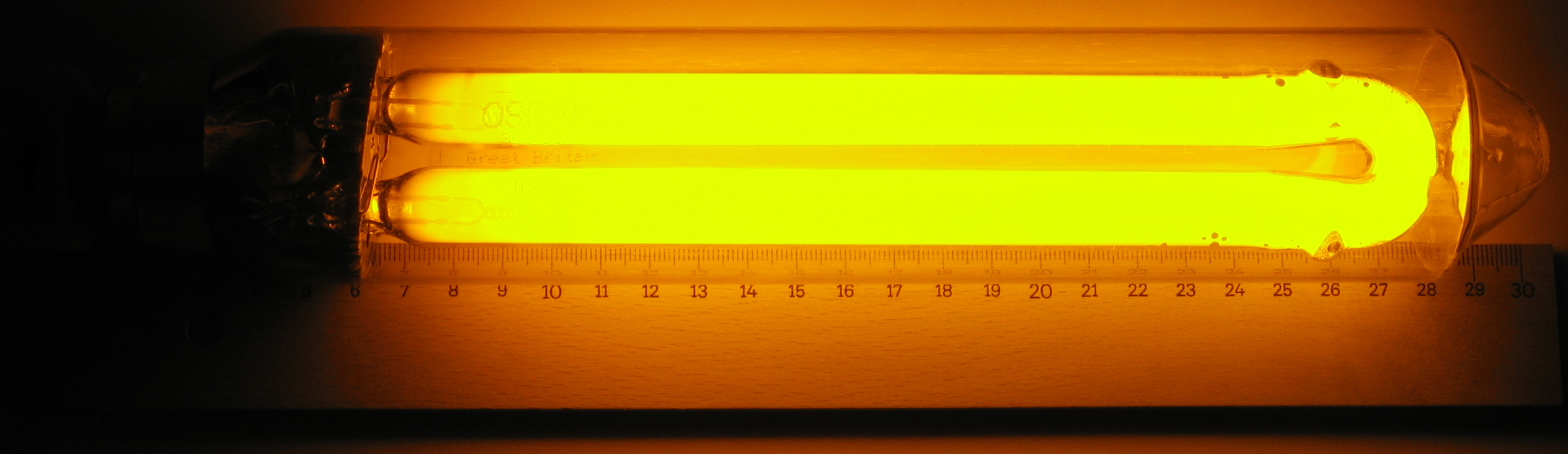
یک لامپ ۳۵ وات LPS/SOX روشن

لامپ بخار سدیم یکی از انواع لامپ‌های تخلیه در گاز است که ساختمانی شبیه به لامپ‌های بخار جیوه دارد با این تفاوت که در آن به جای جیوه از سدیم و به جای گاز آرگون از نئون استفاده می‌شود. این لامپ‌ها می‌توانند هم در فشار کم و هم فشار زیاد عمل کنند و بر همین اساس به دو دستهٔ لامپ سدیم کم‌فشار و لامپ سدیم پرفشار تقسیم می‌شوند. فشار گاز داخل لامپ سدیم پرفشار حدود ۰٫۵ اتمسفر است و حرارت کاری آن‌ها حدود ۱۶۰۰ درجهٔ سانتیگراد است. این لامپ‌ها برای روشنایی معابر شهری و بین شهری مه‌آلود یا همراه با گرد و غبار و جاهایی که افراد به صورت بلندمدت تردد ندارند مناسبند اما استفاده از آن‌ها در پیاده‌روها، مراکز خرید و پارک‌ها مناسب نیست.

## راه‌اندازی
زمان راه‌اندازی این لامپ‌ها نسبت به لامپ‌های جیوه بیشتر و بین ۱۵ تا ۲۰ دقیقه است، اما در صورت قطع‌شدن برق می‌توانند بدون تأخیر دوباره روشن شوند. علت زمان راه‌اندازی طولانی‌تر این لامپ‌ها وجود سدیم جامد در آن‌هاست که در دمای معمولی به بخار فلز تبدیل نمی‌شود، به همین خاطر از گازهای آرگون و نئون در راه‌اندازی این لامپ‌ها بهره می‌گیرند. در مدار راه‌اندازی این لامپ‌ها از ایگناتور برای افزایش لحظه‌ای ولتاژ استفاده می‌شود—گاهی نحوهٔ اتصال ایگناتور را روی بدنهٔ آن ترسیم می‌کنند.

## کد بین‌المللی لامپ‌های سدیم
برای شناسایی لامپ‌های سدیم، از کدهای بین‌المللی زیر استفاده می‌شود:
| کد ویژگی لامپ | کد بین‌المللی | شرح ویژگی                     |
| ------------- | ------------ | ----------------------------- |
| SHP           | SE           | لامپ بخار سدیم حبابی - مات    |
| SON-T         | ST           | لامپ بخار سدیم تیوبلار        |
| Plug-in       | SEQ/STQ      | لامپ بخار سدیم - جایگزین جیوه |
| SOX           | LS           | لامپ بخار سدیم کم‌فشار         |

## لامپ سدیم کم‌فشار

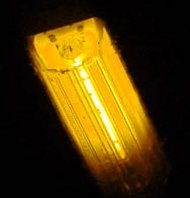
یک لامپ بخار سدیم کم‌فشار در حداکثر توان

حباب این لامپ‌ها Uشکل است و برای جلوگیری از هرزرفتن انرژی حرارتی حباب آن‌ها را دوجداره می‌سازند و با توجه به پایین‌بودن فشار گاز داخل لامپ، لازم است لامپ حجم بیشتری داشته باشد. اثرگذاری نوری این لامپ‌ها بیشتر از سایر لامپ‌هاست و نور خیره‌کننده‌ای دارند.

### طیف نور

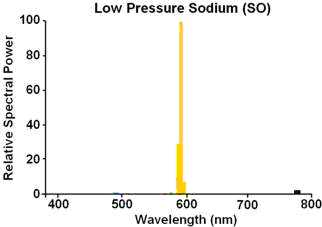
طیف نوری یک لامپ سدیم کم‌فشار. خط نوار شدید زردرنگ نشان‌دهندهٔ تابش شدید D-line اتم است که حدود ۹۰٪ نور مرئی این لامپ را تشکیل می‌دهد.

در لامپ‌های سدیم کم‌فشار طول موج‌های نور تولیدی عبارتند از ۰٫۵۸۹۰ و ۰٫۵۸۹۶ میکرون که زردرنگ و بسیار نزدیک به بیشینهٔ منحنی حساسیت چشم انسان است، به همین دلیل اثرگذاری نوری این لامپ‌ها بسیار بالا و نزدیک به ۷۰ لومن بر وات است و برخلاف لامپ‌های فلورسنت نیازی به استفاده از مواد فلورسانس در جدارهٔ داخلی خود ندارند. اما رنگ‌دهی لامپ سدیم کم‌فشار خوب نیست و تشخیص رنگ اجسام زیر نور این لامپ مشکل است. این لامپ‌ها در محیط‌هایی که رنگ نور اهمیت چندانی نداشته باشد مانند جاده‌ها، فضاهای مه‌آلود و دارای گرد و غبار بسیار مناسبند.

## لامپ سدیم پرفشار
در لامپ سدیم پرفشار بخار سدیم را با فشار زیاد در داخل لوله‌ای سرامیکی محبوس می‌کنند. با اعمال ولتاژ به دو الکترود لامپ گاز داخل لامپ یونیزه می‌شود و لامپ روشن می‌گردد. این لامپ برای راه‌اندازی نیاز به مدار جانبی دارد که مدار جانبی آن بسیار شبیه به لامپ بخار جیوه است.

### طیف نور

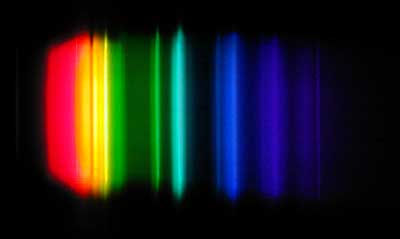
طیف نوری یک لامپ سدیم پرفشار. نوار زردرنگ سمت چپ نشان‌دهندهٔ تابش D-line اتمی است؛ خط فیروزه‌ای یکی از خطوط سدیم است که در تخلیهٔ کم‌فشار بسیار ضعیف است، اما در فشار زیاد شدید می‌شود. بیشتر بیشتر خط‌های دیگر سبز، آبی و بنفش حاصل استفاده از جیوه هستند.

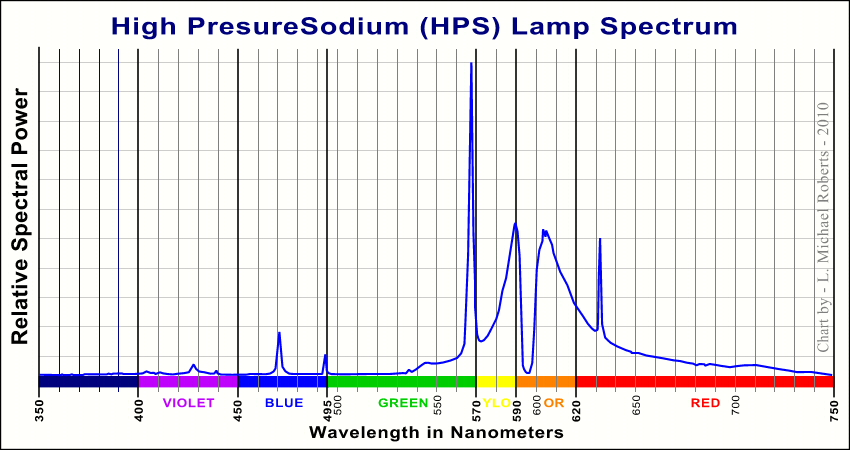
این نمودار طیف خروجی یک لامپ سدیم پرفشار معمولی (HPS) را نمایش می‌دهد.

طیف نوری لامپ‌های سدیم پرفشار گسترده‌تر است و در آن نورهایی به غیر از زرد هم دیده می‌شود. نور لامپ سدیم پرفشار طلایی رنگ است. با توجه به بهرهٔ نوری بالا و رنگ‌دهی پایین، لامپ سدیم سدیم کم‌فشار بیشتر برای روشنایی خیابان‌ها و گذرگاه‌ها استفاده می‌شود.

### کد انسی بالاست
کدهای انسی بالاست لامپ سدیم پرفشار در جدول زیر آمده‌است:
| توان خروجی | کد انسی |
| ---------- | ------- |
| 35W        | S76     |
| 50W        | S68     |
| 70W        | S62     |
| 100W       | S54     |
| 150W       | S55     |
| 200W       | S66     |
| 250W       | S50     |
| 310W       | S67     |
| 400W       | S51     |
| 600W       | S106    |
| 750W       | S111    |
| 1000W      | S52     |